# 大谷喜一
大谷 喜一（おおたに きいち、1951年（昭和26年）- ）は、日本の薬剤師、実業家、株式会社アインホールディングス代表取締役社長。北海高等学校、日本大学理工学部薬学科卒。

## 略歴
- 北海道枝幸郡浜頓別町生まれ。幼少期を札幌市で過ごしたが浜頓別の中学校を卒業[1]。北海高校に進学し野球部に所属していた。
- 昭和50年日本大学理工学部薬学科卒業（現薬学部）[2]。
- 昭和52年より薬剤師として杏林製薬に勤務。
- 昭和55年に独立し株式会社オータニを設立、アインエイド、アインメディカルシステムズ、第一臨床検査センター札幌ラボラトリーなどを設立、社長に就任するなどしし一時期は事業の多角化を進めた。
- その後事業を調剤薬局事業に絞り平成10年に第一臨床検査センターをアインファーマシーズに社名変更し現職[2]。
- 調剤薬局部門において積極的なM&Aを繰り返し、アインファーマシーズを調剤薬局業界最大手に導く[3]。
- 令和元年11月、札幌商工会議所副会頭に就任。